# Neutrone termico
Si definisce neutrone termico (o termalizzato, o lento) un  neutrone avente energia cinetica pari a 0,025 eV.
L'aggettivo termico si usa per indicare la velocità che il neutrone possiede a causa di una temperatura ambientale di riferimento di 20 °C. La termalizzazione del neutrone avviene per mezzo di svariati urti con atomi alla temperatura ambientale. Il processo è tanto più efficiente quanto è alta la sezione d'urto per scattering rispetto a quella per processi di cattura.
La caratteristica più importante dei neutroni termici è la maggiore probabilità nell'essere assorbiti da determinati elementi.
Questa peculiarità fu scoperta da Enrico Fermi e i ragazzi di via Panisperna nel 1934: bombardando con neutroni un bersaglio che trasmutava in nuclide radioattivo, se tra la sorgente neutronica e il bersaglio veniva interposto un materiale idrogenato (in quel caso paraffina) la radioattività indotta aumentava, poiché il materiale interposto rallentava maggiormente i neutroni.
I materiali che rallentano i neutroni vengono chiamati moderatori; i più diffusi sono l'acqua naturale {\displaystyle H_{2}O}, l'acqua pesante {\displaystyle D_{2}O} e la grafite. I neutroni termalizzati vengono utilizzati principalmente nei reattori nucleari termici proprio per la loro maggiore probabilità di causare fissione nei nuclei fissili.
Le stesse definizioni di materiale fissile e materiale fissionabile nascono dal concetto di neutroni termici:
- elemento fissile: elemento che se colpito da un neutrone termico può fissionarsi;
- elemento fissionabile: elemento che se colpito da un neutrone, indipendentemente dalla sua velocità, può fissionarsi.